# Isoer jichoed
Isoer jichoed (Hebreeuws: איסור ייחוד; 'verbod op afzondering') is in de joodse wet, de halacha, het verbod op afzondering - in een privéruimte - van een man en een vrouw samen die niet met elkaar getrouwd zijn. Door dit verbod zouden geslachtsgemeenschap, overspel en promiscuïteit kunnen worden voorkomen. Het verbod op jichoed is met andere woorden een kuisheidswet. Een persoon die aanwezig is om jichoed te voorkomen, wordt een sjomeer (שומר; 'bewaker' of 'beschermer', iemand die de wacht houdt) genoemd.
Het verbod op afzondering wordt doorgaans alleen gevolgd binnen het orthodoxe jodendom. Aanhangers van het conservatieve jodendom en het liberale jodendom houden zich er over het algemeen niet aan.

## Etymologie
Het woord jichoed komt, in de Hebreeuwse taal, van dezelfde stam als de woorden voor 'één' (אחד; echad) en 'samen' (ביחד; bejachad). Zodoende heeft het concept van isoer jichoed te maken met samenzijn, of samen één zijn, en betekent het in feite 'verbod op samenzijn'.

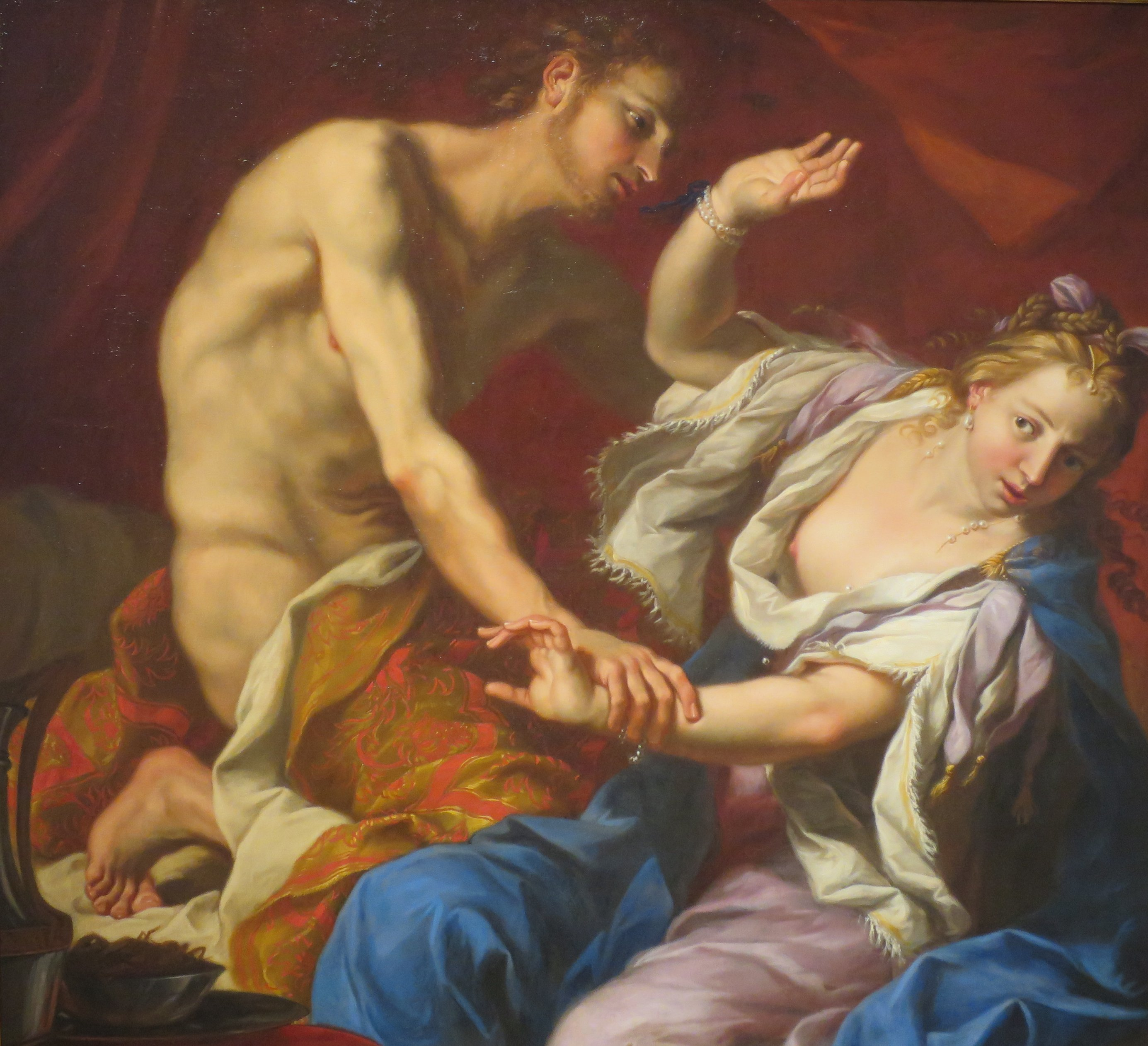
Volgens de Talmoed leidde Amnons verkrachting van zijn halfzus Tamar ertoe dat koning David het verbod op jichoed uitbreidde tot ongehuwde meisjes. 17e-eeuws schilderij.

## Achtergrond
In het orthodoxe jodendom is het verboden voor mannen en vrouwen die niet met elkaar getrouwd zijn en die geen directe bloedverwanten zijn, zich in een afgezonderde ruimte te begeven. Deze maatregel bestaat om de eventuele mogelijkheid van seksuele relaties te voorkomen, aangezien dit buiten het huwelijk verboden is. De beperking is alleen van toepassing als het een privésituatie betreft waarbij er geen andere mensen worden verwacht. Oorspronkelijk gold het alleen voor gehuwde vrouwen die afgezonderd waren met mannen anders dan hun echtgenoten, maar het werd later uitgebreid en geldt eveneens voor alleenstaande vrouwen.
Hoewel de risjoniem (de rabbijnen die gedurende de 11e tot de 15 eeuw leefden) het verbod als een Thora-wet definieerden, schreef Maimonides dat het verbod is afgeleid van Divrei Kabbalah (Bijbelteksten die later geschreven zijn dan de Pentateuch). Anderen beschouwen het eerder als een rabbijns verbod.
Er is de Thora overigens geen duidelijke bron voor het verbod te vinden. Wel stelt de Talmoed dat koning David het verbod uitbreidde tot ongehuwde vrouwen nadat zijn zoon Amnon zijn halfzus Tamar verkrachtte. Dit verhaal staat beschreven in 2 Samuel 13.

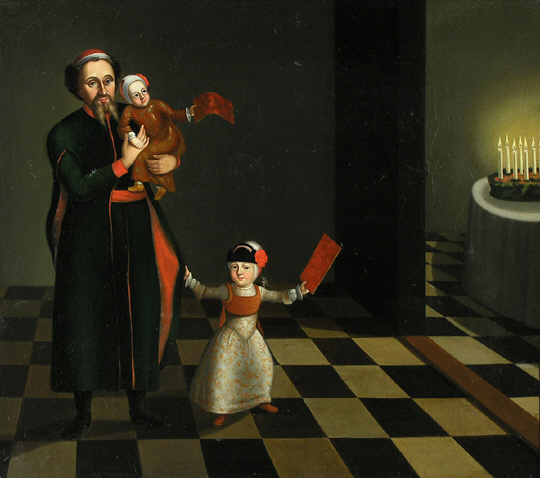
Jichoed met de eigen kinderen is legitiem, maar als ze worden geadopteerd, gelden er beperkingen. 18e-eeuws schilderij.

## Jichoed bij adoptie
Het verbod op jichoed verbiedt man en vrouw die niet biologisch verwant zijn, om samen alleen in een kamer te zijn of elkaar aan te raken. Voor orthodoxe adoptieouders levert dit problemen op. Het verbod op aanraking beperkt namelijk het vermogen van ouders om een kind van het andere geslacht op te voeden, omdat het hen verhindert te knuffelen en te kussen, vormen van affectie die deel uitmaken van het opbouwen van gezonde familierelaties.
Vooraanstaande (hedendaagse) rabbijnen menen of meenden echter dat er in het geval van adoptie redenen zijn voor enige mildheid ten opzichte van de isoer jichoed. Rabbijn Eliezer Waldenberg (1915-2006) gaf aan dat adoptie op jonge leeftijd moet plaatsvinden voordat de beperkingen van jichoed van toepassing zijn. Voor een meisje is dit drie jaar, voor een jongen negen jaar. Volgens deze opvatting mag een ouder kind niet worden geadopteerd, tenzij alle wetten worden nageleefd. Rabbijn Moshe Feinstein (1895-1986) stelde dat het fysieke contact tussen geadopteerde kinderen en hun adoptieouders niet seksueel is, en om die reden zouden de wetten van jichoed in deze context niet van toepassing zijn. Hij beperkte zijn mildheid echter tot wanneer beide adoptieouders in leven zijn, met elkaar getrouwd zijn én in één huis wonen. Een adoptievader mag bijvoorbeeld zijn geadopteerde dochter niet aanraken of alleen met haar zijn als zijn vrouw is overleden. Volgens andere rabbijnen zouden de wetten van jichoed adoptie verbieden, aangezien geadopteerde kinderen de wetten onbedoeld zouden kunnen schenden wanneer zij niet op de hoogte zijn van hun adoptie.

## Jichoed bij homoseksualiteit
De wetten van negiah (Hebreeuws: נגיעה; 'aanraken' of 'een aanraking') verbieden liefdevolle aanraking tussen een ongehuwde man en vrouw (behalve naaste familieleden), omdat deze aanraking wordt beschouwd als "het naderen van een verboden relatie". Aangezien homoseksuele seks tussen twee mannen verboden is, lijkt het verbod op negiah ook in deze situatie van toepassing te zijn. Niettemin stellen sommige bronnen dat de wet voor twee mannen soepeler is dan voor een man en een vrouw. De opvatting lijkt te zijn dat aanraking tussen homoseksuele mannen waarbij sprake is van seksuele begeerte, rabbijns verboden is, terwijl aanraking zonder seksuele begeerte dat niet is.
De Talmoed vermeldt een debat over de vraag of jichoed ook van toepassing is op twee mannen. Zowel Maimonides als de Sjoelchan Aroech en Arba'ah Turim zijn er duidelijk over: jichoed van twee mannen is toegestaan, omdat "Joden niet verdacht worden van homoseksuele seks". Desalniettemin adviseert de Sjoelchan Aroech om dergelijke jichoed te vermijden, verwijzend naar de generaties van zijn tijd. Mogelijk had rabbijn Yosef Karo het hier indirect over het concept van de köçek, jonge mannelijke slaven die in het Ottomaanse Rijk werden ingezet als danser en prostitué. Deze aanbeveling werd echter niet herhaald door latere autoriteiten.
De moderne halachische autoriteiten besloten dat twee mannen niet samen kunnen zijn als ze allebei homoseksueel zijn en dat zij tevens geen slaapkamer mogen delen.

## Jichoed bij verzorging
Een meisje dan wel vrouw ouder dan 12 jaar mag niet op jongen van 9 jaar of ouder passen en een jongen dan wel man ouder dan 13 jaar niet op een meisje van 3 jaar of ouder, tenzij het een eigen kind, kleinkind, broer of zus betreft. Het verbod op jichoed maakt sommige natuurlijke oplossingen problematisch, bijvoorbeeld wanneer een tienermeisje op de zoon van haar zus zou passen. De situatie, en daarmee het verbod, kan worden ontweken door de aanwezigheid van nog een andere jongen of meisje van 6 tot 9 jaar, of, bij gebrek aan kinderen, door de buren een sleutel te geven en hen te vragen onverwachts binnen te komen. Als een vader alleenstaand is, of zijn vrouw is niet thuis, en hij heeft een vrouwelijke oppas in dienst, dan moet hij ervoor zorgen dat hij het huis niet binnengaat voordat de oppas de deur uit is, tenzij er sjomriem ('mensen die de wacht houden') aanwezig zijn.
Bezoek aan de huisartsenpraktijk is toegestaan tijdens reguliere spreekuren, wanneer mensen onverwachts binnen kunnen komen. Anders is een sjomeer vereist. Situaties waarbij mensen in levensgevaar zijn hebben altijd voorrang op de jichoed-wetten, hoewel er autoriteiten zijn die het hier niet mee eens zijn. Ernstige ziekten en aandoeningen verlichten het verbod op jichoed niet. Een zorgbehoevende volwassene dient een verzorger van hetzelfde geslacht te nemen. Dit geldt ook voor zeer oude mannen. Zolang de deur is ontgrendeld of de buren een sleutel hebben, mogen medisch personeel en huishoudsters van het andere geslacht op bezoek komen.